# 토마스잎원숭이
토마스잎원숭이, 북수마트라잎원숭이, 수마트라회색랑구르 또는 토마스랑구르(Presbytis thomasi)는 긴꼬리원숭이과에 속하는 영장류의 일종이다. 토마스랑구르는 인도네시아 수마트라 북부 고유종으로, 토바 호수와 알라스 강, 왐푸 강의 남쪽과 동쪽에는 서식하지 않는다. 자연 서식지는 아열대 또는 열대 건조림이며, 서식지 감소로 위협받고 있다. 아체어에서는 렁카(reungkah), 알라스어에서는 케디(kedih)라고 불린다. 구눙 레우제르 국립공원에서 발견되며, 케탐베와 부킷 라왕에 상당한 개체군이 분포한다.

## 특징
모든 잎원숭이처럼 토마스잎원숭이는 비교적 작고 날씬한 영장류로, 긴 뒷다리와 몸길이보다 긴 꼬리를 가지고 있다. 평균 체중은 6.7kg이며, 성적 이형성은 미미하다. 등과 바깥쪽 다리는 회흑색이고, 배와 안쪽 다리는 희끄무레하다. 머리는 눈에 띄는데, 털 끝에서 눈까지 V자 모양으로 뻗어 있는 두 개의 흰색 줄무늬가 특징이다. 주황빛 갈색 눈은 은빛 흰색 테두리의 고리로 둘러싸여 있다.

## 생태
토마스랑구르는 구름표범과 수마트라호랑이, 보르네오황금고양이, 그물무늬비단뱀의 먹이가 되는데, 이들은 토마스랑구르가 땅에 있을 때 특히 위험하다. 토마스랑구르는 자신이 먹는 식물의 씨앗을 퍼뜨리고 꽃에 수분을 한다.

## 먹이
토마스랑구르는 주로 잎을 먹지만, 과일, 꽃, 그리고 때때로 독버섯과 달팽이도 먹는다. 잎원숭이속의 다른 종들처럼, 토마스잎원숭이는 셀룰로스를 소화하도록 진화했으며, 장내 미생물이 잎에서 영양분을 추출한다. 이러한 잎사귀 먹이 섭취에는 과일 섭취량이 반영되는데, 과일은 대개 덜 익었고 pH 수치가 높아 잎을 소화하는 데 필요한 미생물을 죽이지 않는다. 토마스랑구르는 또한 물이 고이는 나무 구멍이나 작은 웅덩이에서 물을 마신다.

## 보전활동

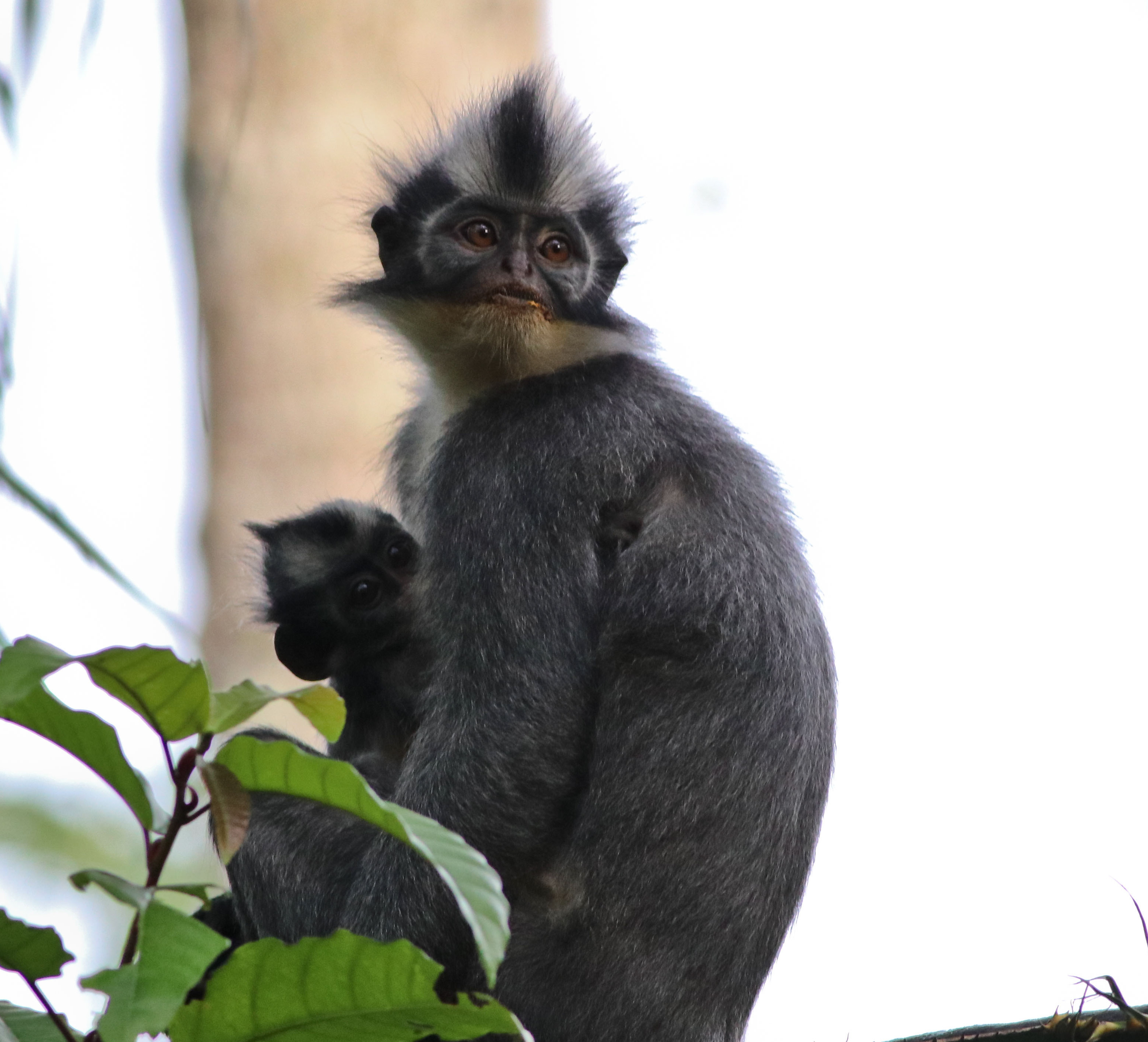
북부 수마트라 부킷 라왕의 토마스랑구르

수마트라 북부의 르우제르와 울루 마센 생태계의 지속적인 삼림 벌채로 인해 토마스랑구르는 멸종 위기에 처해 있다. 토마스랑구르는 인도네시아 법에 따라 보호받고 있으며, IUCN에서는 취약종으로 지정되어 있다. 심각한 멸종 위기에 처한 수마트라오랑우탄과 수마트라코끼리처럼 서식지를 공유하는 매력적인 대형 동물들만큼 멸종 위기에 처하지는 않았지만, 토마스랑구르의 개체 수는 지난 수십 년 동안 30% 감소했다. 인간 활동으로 서식지가 계속 줄어듬에 따라 토마스랑구르는 사람들과 갈등을 빚게 되고, 농경지로 이동하여 불법 애완동물 거래의 희생양이 되기도 한다. 또한 농부들은 토마스랑구르를 해충으로 간주하여 총기로 대량 도살한다. 동남아시아의 다른 많은 동물들과 마찬가지로 토마스랑구르 역시 사지가 절단되어 그 일부가 약용으로 판매된다.
인도네시아 법으로 보호받고 있음에도 불구하고 토마스랑구르는 구눙 레우제르 국립공원을 찾는 관광객들에게 점점 친숙해지고 있다. 금지 및 단속이 되어 있음에도 불구하고, 토마스랑구르와 공원 내 다른 영장류에게 먹이를 주는 행위는 야생 동물과 사람들에게 부정적인 영향을 미치고 있다. 토마스랑구르는 야생에서 20년을 살지만, 사육 환경에서는 29년을 산다. 스트레스와 포식자의 부재가 사육 환경에서의 수명을 연장하는 데 기여했을 가능성이 있다.